# Модель руху двофазних систем

Different modes of two-phase flows.

Модель руху двофазних систем узагальнена (рос. модель движения двухфазных систем обобщенная; англ. generalized motion model of two-phase systems, нім. verallgemeinerndes Modell n der Bewegung der Doppelphasensysteme) — математична модель, що описує неусталену фільтрацію суміші нафти і води в пористому середовищі і враховує гідродинамічні, капілярні та гравітаційні сили.